# Boulevard du crime (film)
Pour plus de détails, voir Fiche technique et Distribution.
Boulevard du crime est un film français réalisé par René Gaveau, sorti en 1955.

## Fiche technique
- Titre : Boulevard du crime
- Réalisation : René Gaveau
- Scénario : Jacques Chabannes et Claude Dolbert
- Photographie : Pierre Dolley
- Décors : Aimé Bazin
- Son : Jean Bertrand
- Montage : Nathalie Petit-Roux
- Musique : Marcel Landowski
- Sociétés de production : Société Nouvelle de Cinématographie - Union Européenne Cinématographique
- Pays d'origine :  France
- Format : Noir et blanc - 1,37:1 - 35 mm - Son mono
- Genre : Policier
- Durée : 92 minutes
- Date de sortie : 
  - France - 27 juillet 1955
- Affiches : Constantin Belinsky, Pierre Levé (France)

## Distribution
- Franck Villard : Gilbert Renaud
- Maria Mauban : Madeleine Vernier
- Jean Tissier : Le vieux copain
- Micheline Francey : Maguy
- Daniel Clérice : inspecteur Grosbois
- Robert Berri : Raymond Chrétien
- Pierre Destailles : Raymond
- Claude Godard : 	Geneviève
- Rose Avril : La chanteuse
- Paul Demange
- Mag Avril